# Laos nos Jogos Olímpicos de Verão de 2000
Laos participou dos Jogos Olímpicos de Verão de 2000 em Sydney, Austrália.